# Painkiller: Resurrection
Painkiller: Resurrection (на российских прилавках — «Painkiller: Воскрешение», или «Крещеный кровью: Воскрешение») — третье дополнение к видеоигре «Painkiller: Крещённый кровью» и второе самостоятельное дополнение, четвёртая игра из одноимённой серии игр, разработанная для IBM PC-совместимых компьютеров (под управлением операционных систем семейства Microsoft Windows). Портирование «Painkiller: Воскрешение» на Xbox 360 было отменено. Дополнение было выпущено 27 октября 2009 года на территории Европы и 17 марта 2010 года на территории Российской Федерации и стран СНГ. В России локализатором и издателем игры является компания «Новый Диск».

## Игровой процесс
В основном геймплей игры такой же, как и в других играх серии. Игрок сражается с многочисленными врагами и побеждает их, переходя от одного места к другому. Всё оружие имеет альтернативный режим огня. Большинство врагов и все виды оружия остались теми же. В игре появилось одно новое оружие. Основная атака — улучшенный коломёт (колья летят по прямой траектории), альтернативная атака — выброс горящего баллона, при взрыве наносит очень большой урон в очень большом радиусе.

## Сюжет
Сюжет игры разворачивается вокруг главного героя Уильяма «Билла» Шермана. Билл — элитный наёмный убийца, погибает от взрыва взрывчатки C4, которую сам же и заложил для ликвидации группы бандитов. Также взрывом случайно уничтожается автобус, полный невинных гражданских лиц. Билл попадает в Чистилище, где на него обращает внимание Элохим, женщина-ангел. Ведомый голосом Элохим, он прокладывает себе путь к спасению, по пути изничтожая толпы демонов. На своём пути он встречает Астарота, который предлагает Биллу присоединиться к его армии, на что тот отвечает отказом. Чуть позже на его пути встаёт Рамиэль — ангел, представившийся хозяином Чистилища, который предлагает Биллу сделку, согласно которой он получит шанс вернуться в мир живых. Элохим открывает Биллу правду: Рамиэль на самом деле является предателем, изгнанным из Рая и желающим поработить Чистилище на пару с Астаротом. В финальной битве главный герой сталкивается с ними обоими и повергает их. Рамиэль умоляет сохранить ему жизнь и предлагает в обмен вернуть Билла на землю. С этого момента игра имеет три разных финала.
- Плохая концовка: Рамиэль возвращает Билла к жизни за несколько секунд до взрыва. Билл снова пытается спасти автобус с людьми, но не успевает и опять погибает… на этот раз он попадает в Ад навсегда.
- Хорошая концовка: Рамиэль возвращает Билла к жизни в ночь до взрыва. Билл успевает снять взрывчатку С4 с машины и выбрасывает её в море. Он решает изменить свою жизнь к лучшему. Уильям счастлив, обретя понимание смысла жизни.
- Альтернативная концовка: В момент, когда Рамиэль предлагает сделку Биллу, появляется Элохим и объясняет, что нельзя верить предательским речам падшего ангела. Она протягивает священный меч Биллу и он, добив поверженного врага, становится новым повелителем Чистилища.

## Отзывы критиков
| Сводный рейтинг    | Сводный рейтинг |
| Агрегатор          | Оценка          |
| ------------------ | --------------- |
| Metacritic         | 38/100          |
| Иноязычные издания |                 |
| Издание            | Оценка          |
| GameSpot           | 3,5/10          |
| IGN                | 2,6/10          |
| PC Gamer (UK)      | 56%             |
| PC Zone            | 19%             |

На Metacritic игра получила 38 из 100 баллов от критиков. Чарльз Оньетт из IGN охарактеризовал Painkiller: Resurrection как «отталкивающий коктейль из неудобства, ошибок дизайна и разочарований, неспособный развлечь ни на одном уровне».